# Chapelle Saint-Jean le Théologien de Dijon
La Chapelle Saint-Jean le Théologien ou  chapelle de la Maladière est un lieu de culte consacré au Christianisme orthodoxe situé à Dijon en Côte-d'Or en Bourgogne-Franche-Comté. Cette chapelle appartient depuis décembre 1977 à la communauté copte-orthodoxe qui y célèbre la liturgie du patriarcat d'Alexandrie. Le monument est inscrit aux monuments historiques par arrêté du 16 janvier 1947.

## Histoire
Avant le XIIe siècle, en dehors de la ville de Dijon sur le chemin conduisant à Ruffey-lès-Echirey, dans le quartier actuel de la Maladière, une léproserie est construite puis transformée au XIIIe siècle en métairie. Les Hospices de Dijon donne ce bien rural à bail à des particuliers avant que la ville en devienne propriétaire en 1935.

## Architecture
La chapelle Saint-Lazare date du XIIe siècle et sa nef est détruite au XVIIIe siècle. L'église était dédiée aux trois saints protecteurs des malades (Lazare, Marthe et Marie de Béthanie). Les restes du chœur et du transept forment aujourd'hui la chapelle Saint-Jean le Théologien. La cloche provient de la Tour Saint-Nicolas. Le monument est de style roman : la Corniche intérieure et les bases des pilastres de l'arc du transept le confirme.